# Magyari Alajos
Magyari Alajos (Szentanna, 1817. – Pankota, 1888. március) teológiai doktor, római katolikus apátplébános.

## Élete
A teológiát Pesten végezte. Hazatérve egy évig a csanádi püspöki udvarban volt alkalmazásban, majd teológiatanár lett. 1840-ben miséspappá szentelték. Az 1848-1849. évi szabadságharcban mint honvéd harcolt. Arad várának megadása (1849. június 27.) után a magyar kormány a vár lelkészének nevezte ki, és július 5-én az aradi Szentháromság előtt beszédet tartott a népnek és honvédoknak, amelyben az orosz betöréssel foglalkozott, és kitartásra buzdította az embereket. Beszédét állami költségen kinyomtatták és kiosztották.  Az 1850-es évektől kezdve pankotai plébános és apát.
Cikkei: mint pesti növendékpap (1839. Religio tárgyábani indiferentismusról); az aradi Alföldben (1883. A pankotai ásatásokról); az Aradi Hiradóban (1898. 4. sz. hátrahagyott irataiból: Az aradi vár feladása.)

## Munkái
- Assertiones e disciplinis theologicIs ... quas pro consequenda s. s. theologiae doctoratus laurea palam propugnandas suscepit ... die 23. Julii 1842. Pestini.
- Nyilatkozat a papi nőtlenség tárgyában, melyet Temes vármegyének 1848-ik évi április 6-án tartott közgyűlésében adott. Temesvár.